# Lola Moltó
Dolores Moltó Martín (Carlet, Valencia) es una actriz y locutora radiofónica española conocida por su papel como Dora Pedreguer en la serie L'Alqueria Blanca de la cadena valenciana Canal 9.

## Biografía
Se inicia en el mundo de la interpretación teatral a finales de los años ochenta. En los años noventa inicia su formación en cine, y en el siglo veinte en el mundo de la televisión. En 1989 debutó en el teatro con la obra Los figurantes dirigida por Carme Portaceli, y en 1996 estrena su primer trabajo en la gran pantalla en la película Best Seller de Carlos Pérez Ferrer.

## Formación
Lola Moltó, titulada en Magisterio por la Escuela Universitaria de Profesorado de Valencia y licenciada por la Escuela Superior de Arte Dramático de Valencia, además de haber realizado diferentes cursos:
- Maquillaje y Caracterización, dirigido por Damaret.
- Teatro Francés, Dramatización i Improvisación, por Rosalyn Chevalier.
- Esgrima, al Club Esgrima de Valencia.
- Pantomima a la Comedia del Arte.
- Ortofonía y Dicción, por Josep Francesc Cervera.
- Danza Contemporánea, por Gerard Collins.
- Acrobacia, por Yousseff Amidi
- Técnica del Actor Cinematográfico, por Paco Pino.
- Danza contemporánea, por Ana Extremiana.
- Cursos de Interpretación, por: Pere Planella, John Strasberg, Carme Portaceli, Michel López, Carles Alfaro y María Ruiz.

## Trayectoria

### Series de televisión
| Años                               | Título                     | Personaje                        | Cadena           | Notas         |
| ---------------------------------- | -------------------------- | -------------------------------- | ---------------- | ------------- |
| 2001; 2006                         | Hospital Central           | Clara / Rosana                   | Telecinco        | 2 episodios   |
| 2003                               | Setze dobles               | Dona                             | Canal 9          | 1 episodio    |
| 2005                               | Las cerezas del cementerio | Modista                          | TVE              | TV Movie      |
| 2006                               | En l'aire                  |                                  | Canal 9          | 1 episodio    |
| 2007                               | Les moreres                | Vicky Segalés                    | Canal 9          | 100 episodios |
| 2007 - 2013; 2019; 2021 - presente | L'Alqueria Blanca          | Adoración "Dora" Pedreguer Valls | Canal 9 / À Punt | ¿? episodios  |
| 2020                               | Diumenge, paella           | Catalina "Lina" Miralles         | À Punt           | 13 episodios  |
| 2023                               | 4 estrellas                | Asunción "Asun" de Armas         | TVE              | 6 episodios   |

### Cine
| Año  | Título                                 | Personaje       |
| ---- | -------------------------------------- | --------------- |
| 1996 | Best Seller (El Premio)                | Irene           |
| 2000 | La tarara del chapao                   |                 |
| 2005 | Agua con sal                           | Dueña           |
| 2007 | Atasco en la nacional                  | Amiga de Begoña |
| 2008 | Antes de morir piensa en mí            | Madre           |
| 2010 | El dios de madera                      | Reme            |
| 2011 | Cinco metros cuadrados                 | María Jesús     |
| 2012 | Un suave olor a canela                 | Marusella       |
| 2015 | Cruzando el sentido                    | Minerva         |
| 2016 | La familia (Dementia)                  | Lola            |
| 2018 | El sueño de las lagartijas             |                 |
| 2019 | Viva la vida                           |                 |
| 2020 | La boda de Rosa                        | Mujer familia 1 |
| 2022 | Nosotros no nos mataremos con pistolas |                 |

| Título                                               | Director/a                                           | Producción                                    |
| ---------------------------------------------------- | ---------------------------------------------------- | --------------------------------------------- |
| Que vienen los negros                                | Aureli Delgado                                       | Carme Teatre                                  |
| Construyendo a Verónica                              |                                                      | Bramant Teatre                                |
| Comedias bárbaras                                    | Bigas Luna                                           | Fundación Artes Escénicas                     |
| Lisístrata                                           | Carles Santos                                        | Fundación Artes Escénicas de Sagunto          |
| Morocco Bar                                          | Magüi Mira                                           | Teatros Generalidad Valenciana                |
| Mujeres por la paz                                   | María Ruiz                                           | Teatros de la Generalidad Valenciana          |
| San Blas Café                                        | Vicente S. Genovés                                   | Zircó y Rompeolas                             |
| El saperlón                                          | Aureli Delgado                                       | Carme Teatre                                  |
| Las arrecogías del Beaterio de Santa Maria Egipciaca | Centro Dramático de la Generalidad Valenciana        | Vicent S. Genovés                             |
| El petrolio y No n’eren deu?                         | Vicent Genovés                                       | Centro Dramático de la Generalidad Valenciana |
| Centaures                                            | Vicente S. Genovés                                   | Centro Dramático de la Generalidad Valenciana |
| Als lladres                                          | Vicent S. Genovés.                                   | Centro Dramático de la Generalidad Valenciana |
| The virgo de Visanteta musical story                 | Casimir Gandia                                       | Adi Producciones                              |
| Isabel, tres caravel·les i un embolicador            | Dario Fo                                             | Centro Dramático de la Generalidad Valenciana |
| Eva i Clara                                          | Imma Garín                                           |                                               |
| Gresca al Palmar                                     | Juli Leal                                            | Centro Dramático de la Generalidad Valenciana |
| Los figurantes                                       | Carme Portaceli                                      | Centro Dramático de la Generalidad Valenciana |
| Gonga y gong                                         |                                                      | Teatro al Aire                                |
| Polipus Malignus                                     | Xavier Escrivà                                       | Teatro al Aire                                |
| Vuelve Agamenón                                      |                                                      | Teatro al Aire                                |
| Con esta vida que llevamos                           |                                                      | Teatro al Aire                                |
| ¿Dudáis de los duendes?                              |                                                      | Teatro a Trote                                |
| La mar se te trague                                  |                                                      | Teatro a Trote                                |
| Povero nano                                          | Instituto Leopardi                                   | Dario Fo                                      |
| El trencall                                          | Estudi de cançons, balls i costums del País Valencià |                                               |

| Locutora a “Bon dia Monleón”, Radio 9 1998-1999. |

| Actriz y directora de doblaje desde 1989 |

## Premios
- Nominación al Premio de Interpretación Femenina de Teatros de la Generalidad Valenciana por la obra "Als lladres" de Vicent. S. Genovés.
- Premio Diputación de Valencia por la obra "Eva i Clara" de Imma Garín